# Isola Little Cornwallis
L'isola Little Cornwallis è un'isola disabitata del territorio di Nunavut, in Canada.

## Geografia
L'isola appartiene al gruppo delle isole della Regina Elisabetta, nell'arcipelago artico canadese. Si trova tra l'isola Cornwallis e l'isola Bathurst, nella baia di McDougall. Ha un'area totale di 412 km² e misura 36 km in lunghezza e 32 km in larghezza.

## Storia
L'isola ha ospitato a lungo la Polaris Mine, la miniera di metallo in assoluto più vicina al polo nord.
Nel 1960 Fu rinvenuta sull'isola una vasta concentrazione di zinco e piombo durante una mappatura per la ricerca di petrolio. La compagnia mineraria Cominco acquistò quindi dei terreni in quell'area e un impianto minerario fu costruito a Trois-Rivières, in Québec, e poi trasportato sull'isola, dove giunse a metà agosto del 1981. La produzione iniziò nel 1982; una pista lunga un miglio consentiva a dei Boeing 727 e Boeing 737 di atterrare sull'isola. La miniera fu tuttavia chiusa nel 2002, come d'altronde previsto, a causa dell'esaurimento del deposito minerario.